# Campsiura exclamationis
Campsiura exclamationis är en skalbaggsart som beskrevs av Hermann Julius Kolbe 1892. Campsiura exclamationis ingår i släktet Campsiura och familjen Cetoniidae. Inga underarter finns listade.